# Chebyshev (cráter)

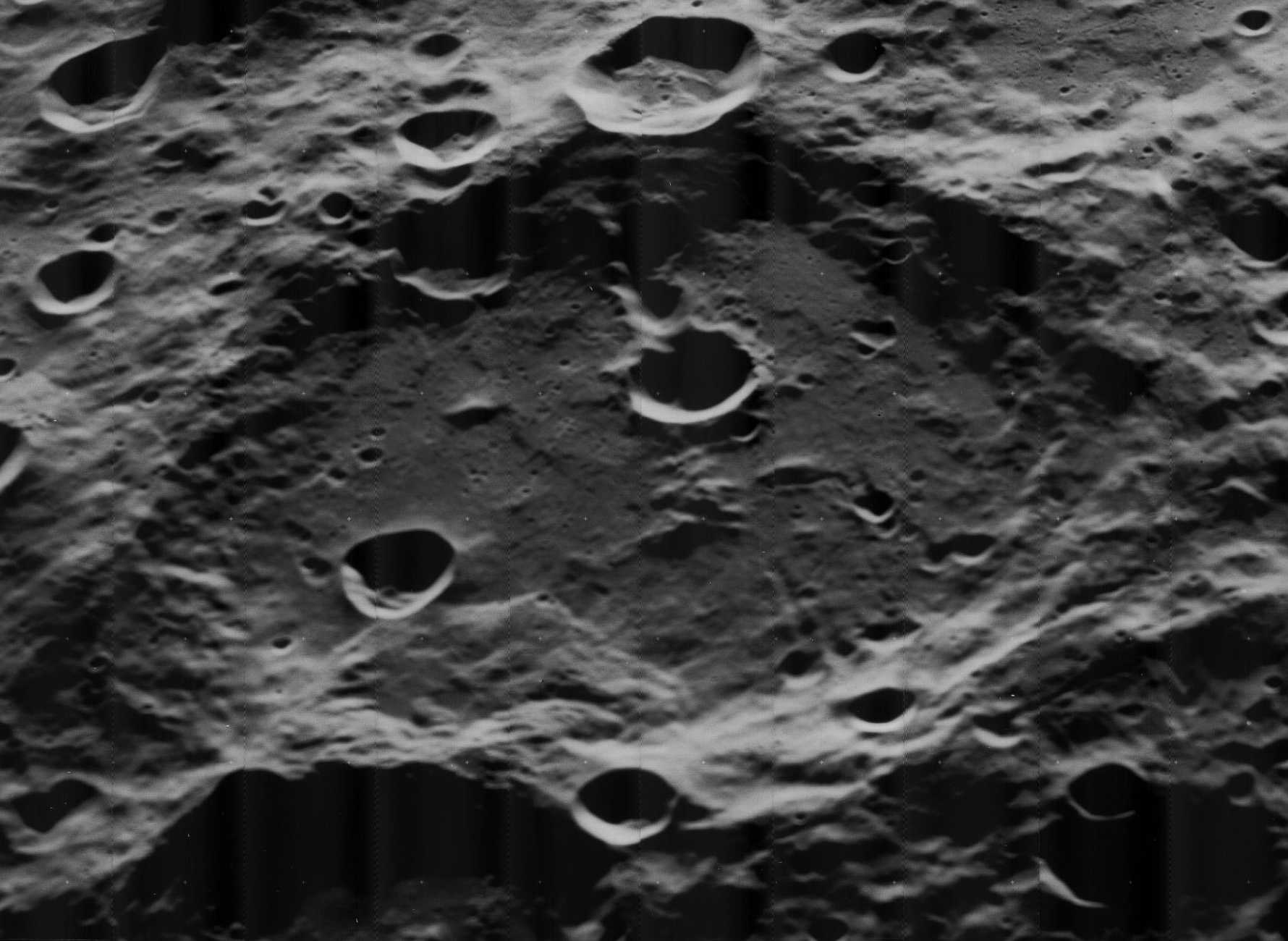
Imagen oblicua desde el Lunar Orbiter 5

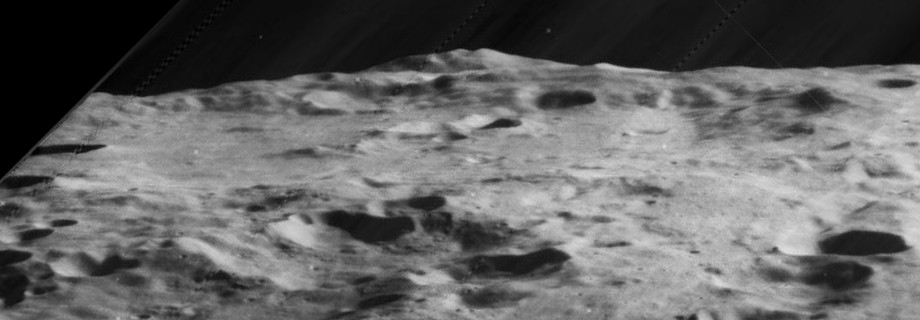
Vista rasante también desde el
Lunar Orbiter 5

Chebyshev es un gran cráter de impacto que se encuentra en el hemisferio sur de la cara oculta de la Luna. El cráter Langmuir, algo más pequeño, invade el borde este-sureste de Chebyshev, formando una cadena de grandes cráteres, con Brouwer en el borde oriental de Langmuir.
|  |

El borde externo de esta llanura amurallada está erosionado y es un tanto irregular, aunque gran parte del perímetro todavía se puede discernir. Las rampas exteriores de Langmuir invaden el interior de Chebyshev, formando un relieve accidentado en el suelo del lado sudeste. Varios cráteres notables aparecen a lo largo del borde occidental, sobre todo Chebyshev U. El borde de este último cráter es afilado pero algo irregular debido a que presenta ligeros salientes hacia el exterior. El borde norte de Chebyshev tiene una amplia muesca en forma de "V" que se extiende hacia el exterior alrededor de 30-40 kilómetros. Se localizan algunos otros cráteres menores a lo largo del extremo noreste, y el borde sur es un caos de elementos superpuestos.
El suelo interior de Chebyshev es una mezcla de llanuras relativamente niveladas y de tramos irregulares. Una cadena corta de pequeños cráteres forma una gubia en la pared interior occidental, llegando casi al punto medio. Hay varias hendiduras radiales en el suelo de la parte noreste del cráter. En el sur se encuentra el cráter satélite en forma de cuenco Chebyshev N, una formación casi simétrica a excepción de una ligera curva hacia afuera en el lado suroeste. También se localiza un cráter irregular a lo largo de la pared interna hacia el oeste-suroeste.

## Cráteres satélite
Por convención estos elementos son identificados en los mapas lunares poniendo la letra en el lado del punto medio del cráter que está más cerca de Chebyshev.
|           | \| Chebyshev \| Coordenadas \| Diámetro \| \| --------- \| ---------------------------------- \| -------- \| \| C \| 30°17′S 127°31′O / -30.29, -127.51 \| 27 km \| \| N \| 37°45′S 134°40′O / -37.75, -134.67 \| 24 km \| \| U \| 33°17′S 137°06′O / -33.29, -137.10 \| 36 km \| \| V \| 33°32′S 133°59′O / -33.53, -133.99 \| 24 km \| \| Z \| 28°44′S 132°41′O / -28.73, -132.68 \| 11.5 km \| |          |
| Chebyshev | Coordenadas | Diámetro |
| C         | 30°17′S 127°31′O / -30.29, -127.51 | 27 km    |
| N         | 37°45′S 134°40′O / -37.75, -134.67 | 24 km    |
| U         | 33°17′S 137°06′O / -33.29, -137.10 | 36 km    |
| V         | 33°32′S 133°59′O / -33.53, -133.99 | 24 km    |
| Z         | 28°44′S 132°41′O / -28.73, -132.68 | 11.5 km  |

El cráter satélite Chebyshev Z fue aprobado por la UAI el 25 de julio de 2017.